# Acanthophyllum schugnanicum
Acanthophyllum schugnanicum är en nejlikväxtart som beskrevs av Boris Konstantinovich Schischkin. Acanthophyllum schugnanicum ingår i släktet Acanthophyllum och familjen nejlikväxter. Inga underarter finns listade i Catalogue of Life.